# Бадулешти (Дамбовица)
Бадулешти (рум. Bădulești) насеље је у Румунији у округу Дамбовица у општини Крангуриле. Oпштина се налази на надморској висини од 208 m.

## Становништво
Према подацима из 2002. године у насељу је живело 567 становника, од којих су сви румунске националности.